# تام یونگ
تام یونگ (انگلیسی: Tom Jung؛ زادهٔ ۱۹۲۹) کارگردان هنری، تصویرگر، طراح گرافیک و طراح پوستر فیلم اهل ایالات متحده آمریکا است که شهرتش به واسطه طراحی پوستر برخی از فیلم‌های مشهور سینماست.
وی دانش‌آموخته مدرسه موزه هنرهای زیبای بوستون است و کارش را با کشیدن کاریکاتور آغاز کرد. نخستین پوستر طراحی‌شده توسط او، پوستر آمریکایی فیلم ایتالیایی جاده بود.